# رفح (مركز)
مركز رفح، مركز إداري مصري. يقع في محافظة شمال سيناء الواقعة في جمهورية مصر العربية. القاعدة الإدارية للمركز هي مدينة رفح.

## مدن مركز رفح
- رفح

## قرى مركز رفح
فيما يلي قائمة قرى مركز رفح:
- أبو شنار
- المطلة
- الحسينات
- الوفاق
- قوز أبو رعد.
- الخرافين.
- الطايرة
- المهدية
- نجع شبانة
- الكيلو 21
- البرث